# Рубин, Иосиф Григорьевич

Могила Рубина на Новодевичьем кладбище Москвы.

 Иосиф Григорьевич Рубин (1895—1954) — генерал-лейтенант Советской Армии, участник Первой мировой, Гражданской и Великой Отечественной войн.

## Биография
Иосиф Рубин родился в 1895 году в деревне Костенки (ныне — Сафоновского района Смоленской области). В 1915 году был призван в царскую армию. Участвовал в Первой мировой войне на Северном фронте, дослужился до звания старшего унтер-офицера. Служил в Красной Армии с 1918 года. Участвовал в Гражданской войне.
Дважды окончил Военную академию им. М. В. Фрунзе — в 1928 и в 1935 годах. Служил начальником штаба стрелковой дивизии, командовал стрелковой дивизией, стрелковым корпусом.
1938 году депутат, избран в Верховный Совет Крымской АССР от Евпатории.
Служил заместителем начальника Разведывательного управления Генштаба с 1940 по 1941 годы. Во время Великой Отечественной войны был командиром корпуса и начальником разведотдела Юго-Западного фронта. С 1943 по 1945 годы — военный советник в МНР. 22 февраля 1944 года ему было присвоено звание генерал-лейтенанта. После Великой Отечественной войны был заместителем начальника управления внешних сношений Генерального штаба. В отставке с 1953 года. Скончался 6 апреля 1954 года, похоронен на Новодевичьем кладбище Москвы.
Награждён орденом Ленина, пятью орденами Красного Знамени, рядом медалей.